# Òreos
Òreos (grec antic: Ὠρεός, llatí: Oreus) va ser una ciutat del nord d'Eubea, a la vora del riu Cal·les i al peu del mont Telètrion. Antigament també havia rebut el nom d'Hestiea o Histiea (grec antic: Ἱστίαια o Ἑστίαια, Hestiaea). Enfront d'Òreos, a l'altra banda del golf, es trobava la ciutat d'Àntron, a Tessàlia. Era la capital del districte de l'Histieòtide, que ocupava tot el nord d'Eubea, segons Heròdot.
Hi ha autors, entre els quals Estrabó, que diuen que va ser una colònia atenesa del demos d'Histiea, però altres la consideren fundada pels perrebeus de Tessàlia, on hi havia una regió de nom Hestieòtide. El Periple de Pseudo-Escílax diu que era una de les quatre principals ciutats d'Eubea; en qualsevol cas, era una de les ciutats més antigues de l'illa, atès que Homer l'esmenta al Catàleg de les naus de la Ilíada, on l'anomena amb l'epítet de πολυστάφυλος ('rica en vinyes').
Després de la batalla d'Artemísion, quan la flota grega va partir cap al sud, la ciutat va ser ocupada pels perses. Després de l'expulsió dels perses de Grècia, la ciutat i tota l'illa va romandre subjecta a Atenes. A la revolta d'Eubea contra Atenes l'any 445 aC la ciutat hi va prendre part destacada, i quan va ser vençuda la insurrecció, Pèricles va expulsar els habitants de la ciutat i hi va instal·lar dos mil colons atenesos. Els antics habitants es van refugiar a Macedònia, segons Teopomp. Segons Estrabó i Pausànias, va ser llavors que la ciutat va canviar de nom i va passar a ser anomenada Òreos.
Quan el 411 aC l'illa d'Eubea es va revoltar contra Atenes després de la derrota de l'expedició de Sicília, Òreos va ser la sola ciutat de l'illa que es va mantenir lleial a Atenes. Al final de la guerra del Peloponès Esparta la va sotmetre, i els colons atenesos en van ser expel·lits. Els habitants antics o els que romanien i els seus descendents, van poder tornar a la ciutat, que va mantenir la seva fidelitat a Esparta i tenien un odi especial cap Atenes, segons Diodor de Sicília.
Neògenes, amb el suport de Jàson de Feres, es va convertir en tirà d'Òreos durant un temps, però en va ser expulsat per Terípides, el comandant dels lacedemonis. Càbries, l'almirall atenenc, la va atacar sense èxit. Poc abans de la batalla de Leuctra l'any 371 aC, Òreos es va revoltar contra Esparta, segons Xenofont.
A la guerra entre Filip II de Macedònia i Atenes, la ciutat es va dividir entre els favorables als macedonis i els demòcrates. Els grups promacedònics van triomfar i amb ajut d'aquest rei, Filístides i Menip van proclamar-se tirans d'Òreos. Els atenencs, a instàncies de Demòstenes, van enviar una expedició que va foragitar Menip i Filístides, a qui sembla, segons Càrax, que van matar. Òreos va esdevenir altra vegada en una plaça forta dels atenesos.
A conseqüència de la seva situació geogràfica i de les seves fortificacions, Òreos va ser escenari de diverses guerres. En la guerra entre Antígon i Cassandre, aquest darrer la va assetjar, però es va haver de retirar perquè s'acostava Ptolemeu, general d'Antígon, diu Diodor de Sicília. A la primera guerra macedònica entre Roma i Filip V, el comandant de la guarnició macedònia la va lliurar als romans (207 aC). A la segona guerra macedònica els romans la van prendre per assalt el 200 aC i l'any 196 aC Tit Quinti Flaminí la va declarar ciutat lliure juntament amb altres ciutats gregues, segons Polibi.
Plini el Vell diu que ja no existia al seu temps, però Ptolemeu encara l'esmenta amb el nom corrupte de Sòreos. Actualment se'n conserven restes al Kastro de la moderna vila d'Oreí, anomenada així en referència a l'antiga Òreos. Més a l'interior, l'antiga vila de Xirokhori (grec: Ξηροχώρι) fou reanomenada el 1913 amb el nom d'Histiea en referència a l'antic nom d'Òreos.